# At-Turaif
At-Turaif (arabisch الطريف, DMG aṭ-Ṭuraif) ist ein historischer Bezirk in Dirʿiyya, einem nordwestlichen Vorort von Riad. Gegründet im 15. Jahrhundert ist at-Turaif ein Zeugnis des Najdi-Architekturstils, gilt als Keimzelle des Wahhabismus und Heimat der Familie Al Saud. 1727 zur Hauptstadt des ersten saudischen Staates ernannt, blieb der Bezirk es bis 1818, nachdem dieser nach der Belagerung von Dirʿiyya im osmanisch-saudischen Krieg aufgegeben wurde.
Eines der wichtigsten Denkmäler des Bezirks und sein wichtigstes historisches Zeugnis ist der Salwa-Palast, der 1765 von Abdulaziz bin Saud gegründet wurde und während der Zeit des ersten saudischen Staates Regierungssitz war.
Seit 1976 steht das Anwesen unter dem Schutz des Bildungsministeriums und des Rats für Altertümer. Im Jahr 2010 wurde der Bezirk in das UNESCO-Weltkulturerbe aufgenommen.

## Welterbe-Kriterien
Die Eintragung erfolgte aufgrund der Kriterien (iv), (v) und (vi):

„(iv): Die Zitadelle von at-Turaif ist repräsentativ für ein vielfältiges und befestigtes städtisches Ensemble in einer Oase. Sie umfasst zahlreiche Paläste und ist ein herausragendes Beispiel für den architektonischen und dekorativen Stil der Nadschdi, der für das Zentrum der arabischen Halbinsel charakteristisch ist. Sie zeugt von einer an die Umgebung angepassten Bauweise, von der Verwendung von Lehm in den großen Palastkomplexen und von einem bemerkenswerten Sinn für geometrische Dekoration.“

„(v): Die Stätte des Distrikts at-Turaif in ad-Dir'iyah veranschaulicht eine bedeutende Phase der menschlichen Besiedlung der zentralarabischen Hochebene, als Dirʿiyya in der Mitte des 18. Jahrhunderts zur Hauptstadt eines unabhängigen arabischen Staates und zu einem wichtigen religiösen Zentrum wurde. Der Bezirk at-Turaif  ist ein herausragendes Beispiel für die traditionelle menschliche Besiedlung in einer Wüstenumgebung.“

„(vi): Der Bezirk at-Turaif war das erste historische Zentrum mit einer vereinigenden Kraft auf der arabischen Halbinsel. Sein Einfluss wurde stark durch die Lehren von Scheich Muhammad Bin Abdul Wahhab, einem Reformer des sunnitischen Islam, der hier lebte, predigte und starb, gestärkt. Nach seinem dauerhaften Bündnis mit der saudischen Dynastie in der Mitte des 18. Jahrhunderts verbreitete sich von Dirʿiyya aus die Botschaft des Salafismus auf der gesamten arabischen Halbinsel und in der muslimischen Welt.“

## Bilder

Salwa-Palast
Salwa-Palast
Al-Turaif-Moschee